# Roster (sport)
Il roster è un termine anglosassone che significa «lista» o «elenco» entrato nella lingua italiana come sinonimo di «rosa della squadra» in ambito giornalistico sportivo (la lista dei giocatori sotto contratto per una società sportiva e idonei a disputare gli eventi agonistici) negli articoli che trattano gli sport inventati negli Stati Uniti d'America e gli sport elettronici.